# Municipio de Sage (Míchigan)
El municipio de Sage (en inglés: Sage Township) es un municipio ubicado en el condado de Gladwin en el estado estadounidense de Míchigan. En el año 2010 tenía una población de 2457 habitantes y una densidad poblacional de 26,78 personas por km².

## Geografía
El municipio de Sage se encuentra ubicado en las coordenadas 44°2′3″N 84°33′3″O / 44.03417, -84.55083. Según la Oficina del Censo de los Estados Unidos, el municipio tiene una superficie total de 91.76 km², de la cual 88,65 km² corresponden a tierra firme y (3,38 %) 3,11 km² es agua.

## Demografía
Según el censo de 2010, había 2457 personas residiendo en el municipio de Sage. La densidad de población era de 26,78 hab./km². De los 2457 habitantes, el municipio de Sage estaba compuesto por el 97,96 % blancos, el 0,04 % eran afroamericanos, el 0,41 % eran amerindios, el 0,65 % eran asiáticos, el 0,08 % eran de otras razas y el 0,85 % eran de una mezcla de razas. Del total de la población el 0,9 % eran hispanos o latinos de cualquier raza.